# 巴亭起義
巴亭起义（越南语：／）是19世纪越南一场反对法国殖民统治的起义，为勤王运动的起义之一。
1885年，辅政大臣尊室说在顺化反抗法国殖民统治。失败后，挟持咸宜帝出逃广治省，並向各地發佈《勤王詔》。1886年，武官丁功壮与文官范澎在清化省峨山县起兵响应。他们以距离峨山县4公里的巴亭为根据地，同周边的宋维新、高典、陈春撰、何文旄等各路义军互相声援。
法国殖民政府曾在1886年12月18日、1887年1月6日先后两次派兵镇压，均以失败告終，震惊法国政坛。同年1月21日，再度派兵镇压，于2月2日攻陷巴亭，起义失败。
河内市的巴亭广场、巴亭郡就是为了纪念这次起义而命名的。